# Курареуе
Курареуе (ісп. Curarrehue) — селище в Чилі. Адміністративний центр однойменної комуни. Населення — 1862 особи (2002). Селище і комуна входить до складу провінції Каутин і регіону Арауканія.
Територія комуни — 1170,7 км ². Чисельність населення — 7358 осіб (2007). Щільність населення — 6,29 чол./км².

## Розташування
Селище розташоване за 110 км на південний схід від адміністративного центру області міста Темуко.
Комуна межує:
- на півночі — з комуною Меліпеуко
- на сході — з провінцією Неукен (Аргентина)
- на півдні — з провінцією Неукен (Аргентина)
- на південному заході — з комуною Пангіпульї
- на заході — з комунами Кунко, Пукон

## Демографія
Згідно з даними, зібраними під час перепису Національним інститутом статистики, населення комуни становить 7358 осіб, з яких 3917 чоловіків та 3441 жінка.
Населення комуни становить 0,79 % від загальної чисельності населення регіону Арауканія. 76,49 % належить до сільського населення та 23,51 % — міське населення.